# Oiketicoides eganai
Oiketicoides eganai is een vlinder uit de familie zakjesdragers (Psychidae). De wetenschappelijke naam van deze soort is voor het eerst geldig gepubliceerd in 1962 door Agenjo.
De soort komt voor in Europa.